# Lækjarhlíð
Lækjarhlíð är ett berg i republiken Island. Det ligger i regionen Norðurland vestra, 210 km nordost om huvudstaden Reykjavík. Toppen på Lækjarhlíð är 1 263 meter över havet, eller 488 meter över den omgivande terrängen. Bredden vid basen är 16,1 km.
Trakten runt Lækjarhlíð är nära nog obefolkad, med mindre än två invånare per kvadratkilometer. Närmaste större samhälle är Varmahlíð, omkring 17 kilometer väster om Lækjarhlíð. Trakten runt Lækjarhlíð består i huvudsak av gräsmarker.